# Eva May
Eva May (Viena, 29 de maio de 1902 – Baden, 10 de setembro de 1924) foi uma atriz austríaca. Ela era a filha do diretor de cinema Joe May e sua esposa Mia May. Foi casada três vezes com diretores de cinema: Manfred Liebenau, Lothar Mendes e seu último casamento com Manfred Noa. Ela cometeu suicídio em 1924.

## Filmografia selecionada
- Die geheimnisvolle Villa (1914)
- Sadja (1918)
- Staatsanwalt Jordan (1919)
- Der Henker von Sankt Marien (1920)
- Junge Mama (1921)
- Der Graf von Charolais (1922)
- The Earl of Essex (1922)
- Paganini (1923)
- Old Heidelberg (1923)
- Die Fledermaus (1923)
- Der geheime Agent (1924)